# فيبي نيكولز
فيبي نيكولز (بالإنجليزية: Phoebe Nicholls)‏ هي ممثلة بريطانية، ولدت في 7 أبريل 1957 في لندن في المملكة المتحدة.

## أعمال

### أفلام
- الرجل الفيل[5]
- نساء عاشقات

## وصلات خارجية
- فيبي نيكولز على موقع IMDb (الإنجليزية)
- فيبي نيكولز على موقع ألو سيني (الفرنسية)
- فيبي نيكولز على موقع أول موفي (الإنجليزية)
- فيبي نيكولز على موقع قاعدة بيانات الأفلام السويدية (السويدية)
- فيبي نيكولز على موقع قاعدة بيانات الفيلم (الإنجليزية)
- فيبي نيكولز على موقع كينوبويسك (الروسية)